# À la Mort Subite
Pour les articles homonymes, voir Mort Subite.
À la Mort Subite est un café typiquement bruxellois situé rue Montagne-aux-Herbes Potagères 7 tenu originellement par Théophile Vossen, l'inventeur de la bière Mort Subite. L’établissement est toujours exploité par la famille Vossen. La bière elle par contre est produite par la brasserie Mort Subite filiale d'Alken-Maes, elle-même filiale de Heineken. Le café est classé depuis le 17 septembre 1998.
Le film Danish Girl de Tom Hooper avec Matthias Schoenaerts y a été en partie tourné,.

## Histoire
Le nom Mort Subite provient d’un jeu de dés ou de cartes, le pitjesbak (nl), joué dans un bistrot bruxellois appelé « La Cour Royale », qui se trouvait à l’angle de la rue de la Montagne et de la rue d’Assaut. « La Cour Royale » existait déjà à cet endroit dans les années 1840. Alors exploitée par un certain M. Gérard, elle abrita d'ailleurs en 1848-1849 la « Société des Droits et Devoirs de l'Ouvrier », qui fut par ailleurs impliquée dans la Conspiration du Prado à Molenbeek. Cette société quitta cependant rapidement les lieux pour se réunir à « L'Ancienne Cour de Bruxelles » dans le quartier Fontainas. « La Cour Royale » fut reprise au début du XXe siècle par un certain Théophile Vossen,. L’établissement fut surnommé « La Mort Subite ». Exproprié pour les travaux de la jonction, l’établissement déménagea en 1927 au n° 7 de la rue Montagne aux Herbes Potagères et prit officiellement en 1928 le nom « À la Mort Subite »,. Théophile Vossen donna ensuite le nom « Mort Subite » à la bière (gueuze, faro, et kriek) qu’il fabriquait. La brasserie Vossen où la mort Subite était fabriquée se trouvait rue des Capucins (près de la rue Haute) à Bruxelles. La brasserie De Keersmaeker reprit la fabrication de la Mort Subite dans les années mil neuf cent soixante. La bière s’exporte dans de nombreux pays du monde, grâce entre autres au fait que la brasserie De Keersmaeker a elle-même été reprise par un important groupe brassicole (Alken-Maes). La brasserie De Keersmaeker qui existe depuis 1604 en tant que ferme et depuis 1686 en tant que brasserie où le premier brasseur était Joris Van Der Hasselt fut renommée par la suite brasserie Mort-subite, ce qui explique la date sur les bouteilles.
René et Jean-Pierre Vossen reprirent l'établissement par la suite. Actuellement[Quand ?], c'est la quatrième génération Vossen qui tient le café.
En 2001, des rénovations eurent lieu pour rouvrir le premier étage à la clientèle.

## Décors intérieurs
Le bâtiment est à l'origine un local destiné à un fabricant de bronzes d'art, transformé en établissement en 1910 par Paul Hamesse.
Ce café a gardé son décor typiquement Bruxellois. La salle est de style Louis XVI. Les pilastres guirlandes et miroirs sont classés.
L'établissement a entre autres été lieu de tournage pour le film Danish Girl de Tom Hooper, et de Madame Édouard de Nadine Monfils.

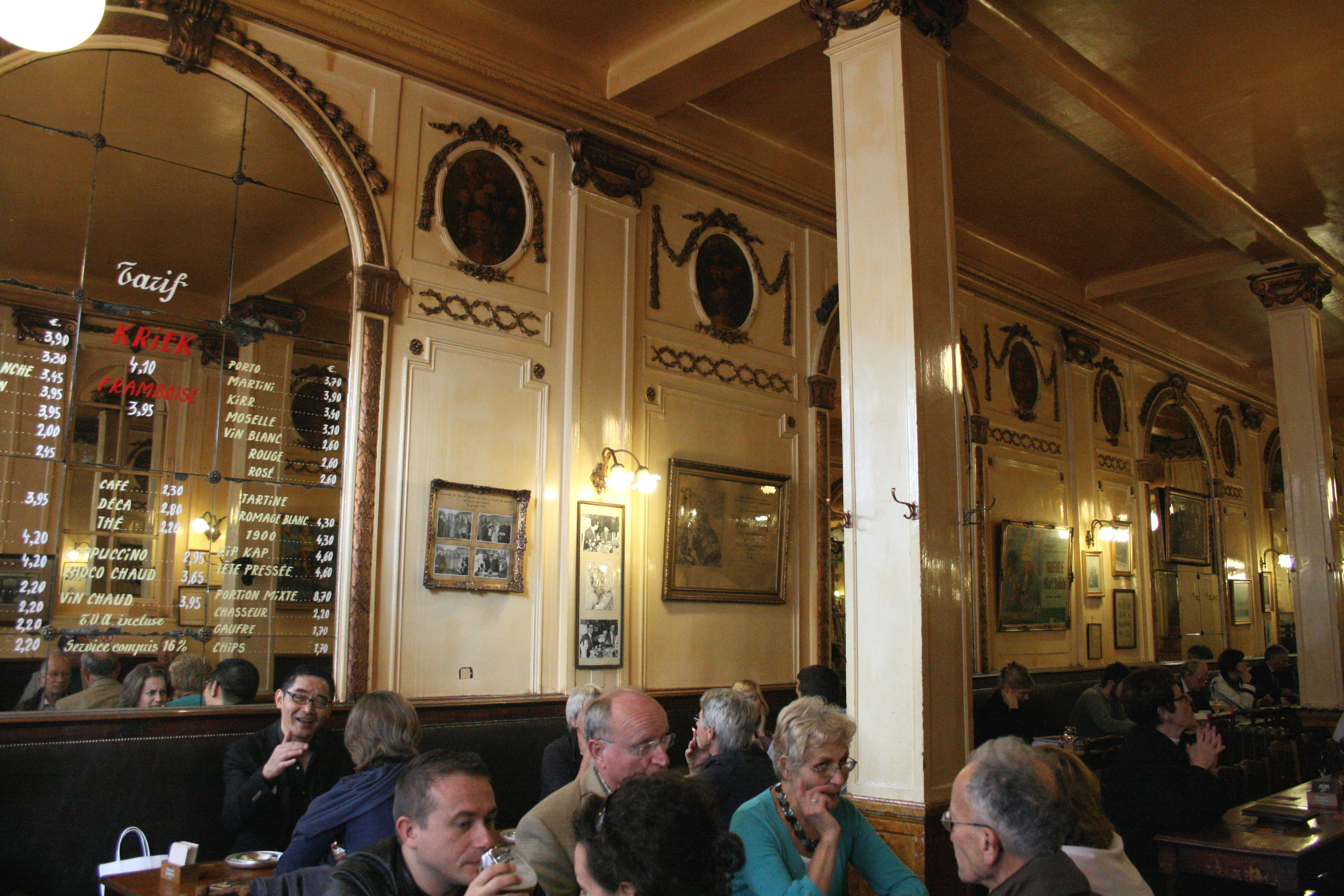
Café À la Mort Subite.